# HUB娱家戏剧台
HUB娱家戏剧台（英文：HUB VV Drama；前身Variety Vision，1992年4月1日开播，1995年5月31日停播）是新加坡星和视界的電視劇頻道，主要节目包括TVB港剧、中国大陆剧、台剧及韩剧。星和娱家戏剧台的節目以国语播映，部分节目設双声道。
此频道为庆祝其成立20周年，在新加坡標準時間周五22:30增加日剧时段。

## 相關条目
- 星和無線電視大獎